# 古巴聖公會
古巴聖公會（西班牙語：Iglesia Episcopal de Cuba）有46個牧區，約1萬信徒。它是普世聖公宗的一部分，但不是獨立教省。聖公會在古巴的歷史始於1901年。
古巴聖公會是一個非教省聖公會教區，故並無都主教空缺，而由都主教議會行使監督「信心和聖秩上的議題」。都主教議會由加拿大聖公會主教長（現時為Fred Hiltz）、聖公會西印度群島教省大主教（現時為John Walder Dunlop Holder）和美國聖公會主席主教（現時為Michael Bruce Curry）主持。
古巴聖公會內部分歧導致長期不穩，已超過20年未曾內部選出古巴主教，因此美洲南錐聖公會教省內的烏拉圭主教米格爾．塔馬約．薩爾迪瓦（the Right Revd Miguel Tamayo Zaldívar）已擔任古巴臨時主教多年。塔馬約．薩爾迪瓦主教是在古巴土生土長的烏拉圭傳教士。經過數次嘗試解決問題，都主教議會在2007年2月任命內爾瓦．科特．阿奎萊拉法政牧師（the Rev Canon Nerva Cot Aguilera）及烏利塞斯．馬里奧．阿格羅．普倫德斯牧師（the Rev Ulises Mario Aguero Prendes）成為古巴聖公會副主教，在塔馬約．薩爾迪瓦主教下指導的執行牧養監督，並在2007年6月10日受祝聖。科特．阿奎萊拉主教是第一位在拉丁美洲獲任命的聖公會女主教。榮休之後不久，科特．阿奎萊拉主教患上嚴重貧血，很快就抗病無效，於7月10日突然去世，享年71歲。
塔馬約．薩爾迪瓦主教勤奮工作以消除教區內分歧，但在多次嘗試後，最終仍未能選出他的繼任者。隨著塔馬約．薩爾迪瓦主教宣布期望在2009年退休，而新主教又無決定性的結果，委任的責任再次落到都主教議會。2010年1月格瑞瑟達．德爾加多．德爾．卡皮奧主教（the Right Revd Griselda Delgado Del Carpio）獲委任為繼位副主教（有繼承權的助理主教）。在2010年2月7日她獲祝聖為主教，並於2010年11月28日陞座成古巴主教。

## 外部連結
- 古巴聖公會官方網站（西班牙文）
- 普世聖公宗網站（页面存档备份，存于）（英文）
- 由坎特伯里計劃（英语：Project Canterbury）的聖公宗在古巴歷史來源（页面存档备份，存于）（英文）